# Rot-Weiß Darmstadt
Der Sport- und Kulturverein Rot-Weiß Darmstadt 1954 e.V. – kurz SKV Rot-Weiß Darmstadt – ist ein Mehrspartenverein in der Heimstättensiedlung in Darmstadt. Bekannt ist der Verein für seine Fußball-Abteilung, da Rot-Weiß nach dem Lokalmatador SV Darmstadt 98 der zweitbeste Fußballverein der Stadt ist. Er tritt 2023/2024 in der sechsklassigen Verbandsliga Hessen des Hessischen Fußball-Verbandes an, die in drei Staffeln aufgeteilt ist.
Neben Fußball bestehen weitere Abteilungen für Lauf- und Breitensport, Cheerleading, Chor, Fitness und Gesundheit, Reha-Sport, Turnen und Gymnastik, Tennis sowie Tischfußball. In den 1960er Jahren hatte der Verein eine Baseballabteiltung Damtstadt Colt 45, die am Spielbetrieb der Baseball-Bundesliga teilnahm und 1967 und 1968 Deutscher Meister wurde.
Der Verein verfügt über eine Sportanlage samt Fußballfeldern, Tennisplätzen, Sporthalle und Übungsräumen. Auch das Ristorante Pizzeria Rosso e Bianco liegt auf dem Vereinsgelände.
Einer der Anlässe zur Gründung des Vereins im Jahr 1954 war das Wunder von Bern.

## Fußball
Nach langen Jahren im unterklassigen Fußball stieg der Verein 2004 in die Bezirksoberliga und 2007 in die Verbandsliga (damals Landesliga) auf. Mit der Meisterschaft in der Verbandsliga und dem damit verbundenen Aufstieg in die Hessenliga feierte der Verein den bislang größten Erfolg seiner Geschichte. In der Spielzeit 2011/12 erreichte man mit Rang acht die beste Platzierung. Nach fünf Jahren Oberligazugehörigkeit erfolgte 2015 der Abstieg in die Verbandsliga. Im Folgejahr kehrte der Verein noch einmal für eine Spielzeit in die Hessenliga zurück. Seit der Saison 2017/18 ist Rot-Weiß wieder Mitglied der Verbandsliga.

### Sportliche Erfolge
- Aufstieg in die Bezirksoberliga: 2004
- Aufstieg in die Landesliga: 2007
- Aufstieg in die Hessenliga: 2010, 2016